# Jan Šilpoch
Jan Šilpoch (* 25. červenec 1957 Beroun) je český reportážní a dokumentární fotograf.

## Život
Je fotograf – samouk. V roce 1981 vyhrál konkurs na místo fotografa časopisu Mladý svět a od tohoto roku se věnuje fotografii profesionálně. Pro tento časopis fotografoval dvanáct let. V roce 1993 pracoval jako obrazový redaktor časopisu Reflex. V roce 1994 přešel do časopisu Týden, kde později pracoval jako vedoucí fotooddělení a obrazový redaktor.
Dlouhodobě se věnuje fotografování folklórních hudebníků a událostí z Horňácka.